# Massif du Ngorongoro
Pour les articles homonymes, voir Ngorongoro.
Le massif du Ngorongoro est une zone montagneuse d'origine volcanique du nord de la Tanzanie.
Encadré par la plaine du Serengeti au nord-ouest, le lac Natron au nord, le lac Manyara au sud et le lac Eyasi au sud-ouest, le massif est inclus dans l'aire de conservation du Ngorongoro et fait partie du district de Ngorongoro de la région d'Arusha.
Le massif doit son nom au cratère du Ngorongoro qui se trouve en son centre. Les autres cratères et sommets principaux sont le cratère Ela Naibori, le mont Kitumbeine, le mont Gelai, le mont Loolmalasin, l'Ol Doinyo Lengaï et les collines de Meto.
Ces volcans et cratères volcaniques se sont formés à la faveur de l'ouverture de la branche orientale du rift est-africain et s'inscrivent entre deux horsts orientés sud-ouest-nord-est.
Seul relief notable de la région, ce massif arrête les pluies venant du sud-est et de l'est lors des deux moussons, attirant alors la faune sauvage lors des migrations ou de manière permanente. Sur cet espace restreint, aux conditions climatiques exceptionnellement favorables, cohabitent la plupart des espèces animales d'Afrique.

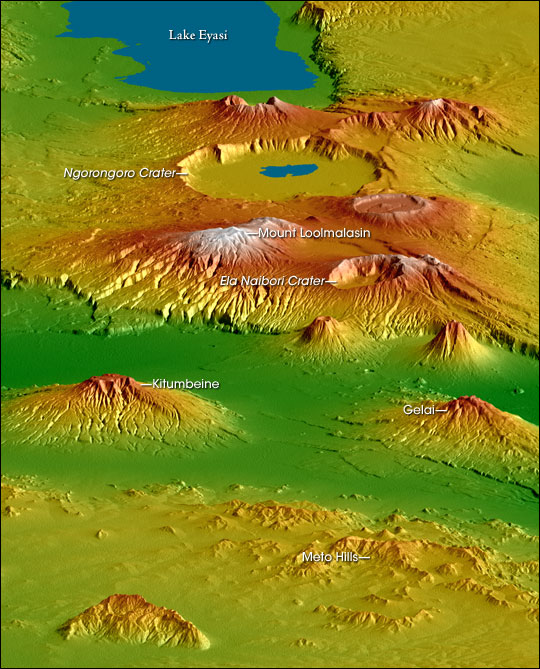
Carte topographique du massif du Ngorongoro vu vers le sud